# Acıkuyu, Kulu
Acıkuyu là một xã thuộc huyện Kulu, tỉnh Konya, Thổ Nhĩ Kỳ. Dân số thời điểm năm 2011 là 592 người.